# 美国专利有效期
根据美国现行专利法的相关条款，按时缴纳专利维持费用的专利，有效期规定如下：
- 在1995年6月8日之后提交专利申请的，[1] 自美国专利或国际(PCT)专利最早相关专利申请的申请日起算，专利有效期为20年。[2][3]
- 在1995年6月8日之前提交专利申请，且该专利在1995年6月8日仍然有效的，则自美国专利或国际(PCT)专利最早相关专利申请的申请日起20年，或自授权日起17年，期限较长者为专利有效期（临时专利除外）。[4][3]

美国的专利有效期相关政策在1995年进行了调整，以便使美国专利法与世界贸易组织在乌拉圭回合所商定的《与贸易有关的知识产权协定》(TRIPs)相匹配。本次调整也使submarine patents无法继续存在，原因是当前专利有效期由优先权日而非授权日确定。
外观设计专利的有效期要比发明专利短。申请日在2015年5月13日之后的外观设计专利，有效期为自授权日起15年 ；申请日在2015年5月13日之前的外观设计专利，有效期为自授权日起14年。

## 拓展阅读
- For a detailed description of the laws and rules governing patent terms in the U.S., see the Manual of Patent Examining Procedure, Chapter 2700 （页面存档备份，存于）.
- Lemley, Mark A. . AIPLA Quarterly Journal. 1994, 22 (3&4): 369–424. SSRN 2127292 .